# Fleischmann & Strauss
Monika Fleischmann (* 1950 in Karlsruhe) und Wolfgang Strauss (* 1951 bei Nürnberg), kurz Fleischmann & Strauss, sind ein deutsches Künstler- und Wissenschaftlerpaar, das sich seit 1987 mit New Media / Digitalen Medien als Verbindung von Kunst und Technik unter dem Schwerpunkt Mixed Reality befasst. Mit ihren international ausgestellten interaktiven Inszenierungen gelten sie als Pioniere der Medienkunst.

## Leben
Monika Fleischmann wuchs als Tochter des Direktors einer Genossenschaft, die aus der Blumen-Dynastie der Mutter hervorging, in Donaueschingen auf. Nach einer Ausbildung zur Modedesignerin in Zürich studierte sie Bildende Kunst und Schauspiel an der Universität der Künste Berlin.
Wolfgang Strauss wuchs in einer Missionarsfamilie auf. Nach einer Lehre als Kunsttischler studierte er Architektur an der Universität der Künste Berlin, an der er später auch als Gastprofessor lehrte.
Seit 1987 arbeiten Fleischmann & Strauss gemeinsam auf dem Gebiet von Kunst und computervermittelter Kommunikation als neue Kulturtechnik und künstlerisch-wissenschaftliche Grundlagenforschung mit dem Schwerpunkt Visualisierung, Sonifizierung und Interface zunächst bei ART+COM, seit 1997 auch unter dem Acronym MARS (Media Arts Research Studies) bei GMD und Fraunhofer Forschungseinrichtungen. Seit Beginn ihrer künstlerisch-wissenschaftlichen Tätigkeit beschäftigen sie sich mit dem Computer als Werkzeug und Medium. Mit ihren Arbeiten haben sie die digitalen Medien und die interaktive Medienkunst entscheidend mitgeprägt. Zu ihren bekanntesten künstlerischen Virtual-Reality- und Mixed-Reality-Installationen zählen „Berlin – Cyber City“ (1989), „Home of the Brain“ (1990–92), „Liquid Views“ (1992/93), „Rigid Waves“ (1993), „Energie-Passagen“ (2004) oder die „Medienfluss“-Installation (2006), die das Medienkunst-Archiv von Netzspannung.org in Bild- und Textströmen von Schlagworten repräsentiert.
1988 gründeten Monika Fleischmann und Wolfgang Strauss zusammen mit Edouard Bannwart, Wolfgang Krüger, Joachim Sauter, Dirk Lüsebrink und weiteren Architekten, Künstlern, Designern, Physikern und Hackern das erste deutsche Forschungslabor für Kunst und Technologie ART+COM in Berlin und leiteten dort das „Raumlabor“ von 1988 bis 1992. Ziel war, das Medium Computer im Bereich Architektur, Kunst, Gestaltung und wissenschaftlicher Visualisierung zu erforschen.
Parallel dazu gründeten sie 1990 den Verein „La Première Rue“, zur Rekonstruktion der Première Rue in Le Corbusiers „Unité d'Habitation“ in Briey-en-Forêt mit 24 Maisonette-Wohnungen und Ateliers zusammen mit Architekten wie Pascal Schöning, Fritz und Lukas Schwarz, Hans Kolhoff und Philosophen wie Herbert Lachmayr. Peter Doig malte als Gastkünstler des Vereins eines seiner bekanntesten Bilder von der Cité radieuse de Briey-en-Forêt.
1992/93 waren Fleischmann & Strauss Fellows an der Kunsthochschule für Medien in Köln und Gastwissenschaftler am GMD-Forschungszentrum Informationstechnik in Sankt Augustin. Nach dem Tod von Wolfgang Krüger führte Fleischmann die GMD-Forschungsgruppe VizWiz weiter, in der die Responsive Workbench maßgeblich entwickelt wird als Weiterentwicklung der interaktiven Tisch-Echtzeit-Installation „Berlin, Cyber City“ von Fleischmann & Strauss. Später gründete und leitete Fleischmann zunächst beim GMD-Institut für Medienkommunikation die Abteilung MARS - Media Arts & Research Studies und beim Fraunhofer Research Institut für Intelligente Analyse- und Informationssysteme (IAIS) die Abteilung eCulture. Strauss übernahm Gastprofessuren für Digitale Medien und Medienkunst in Saarbrücken, Kassel und Siegen. Fleischmann lehrte in Zürich, Basel, Krems, Siegen und als Honorarprofessorin in Bremen.
Von 1997 bis 2014 leiteten beide die künstlerisch-wissenschaftliche Forschung der Mensch-Computer-Interaktion des MARS Exploratory Media Lab am ehemaligen GMD-Institut für Medienkommunikation – später unter dem Dach der Fraunhofer-Gesellschaft. In interdisziplinären Teams entstanden hier einflussreiche, künstlerisch-wissenschaftliche Projekte wie die Online-Medienkunst-Plattform „netzspannung.org“ und seine „Knowledge Discovery Tools“ sowie „Interfaces für den Körper“ wie das bio-sensorische Interface PointScreen für berührungslose Interaktion. Als Talent-Scout zur Förderung des künstlerischen Nachwuchses und zur Kartographierung der Lehre an deutschsprachigen Hochschulen initiierte Fleischmann den Digital Sparks Award. In zahlreichen EU- und BMBF-geförderten Forschungsprojekten konzipierten und realisierten Fleischmann & Strauss neue wissenschaftliche Instrumente im Bereich der Architektur, der Medienkunst, der Medieninformatik und Neue Medien. Digitale Kunst verstanden sie als Mittel zur Erweiterung des Raumes – zu einer Mixed Reality. Mit dem Begriff der Interaktivität untersuchten sie die digitale Inszenierung als Ausdruck von Inhalt, Form und Erzählung mit digitalen Mitteln. Dabei galt ihnen das Interface, die Benutzerschnittstelle, als evokatives Informations-Objekt und die Interaktion bzw. das Interaktionsdesign als Prozess einer Denkbewegung.
Seit 2014 leben Fleischmann & Strauss in Berlin und Gargnano und forschen als unabhängige Research Artists.
2018 werden sie für ihr künstlerisches Lebenswerk mit dem ACM SIGGRAPH Distinguished Artist Award for Lifetime Achievement in Digital Art ausgezeichnet und in die SIGGRAPH Academy aufgenommen. Die Association for Computing Machinery (ACM) der Special Interest Group on Computer Graphics and Interactive Techniques Conference (SIGGRAPH) ist das Forschungsnetzwerk zur Entwicklung von Computer Graphik und interaktiven Medien und bildet die weltweit größte Gemeinschaft von Forschern, Künstlern, Entwicklern, Filmemachern und Wissenschaftlern, die zur Entwicklung der Neuen Technologien beigetragen haben.

## Werke

### Einzelausstellungen
- 1988 „Kreisläufe - Stationen der Annäherung“, Reichstag, Berlin
- 1990 „Fleischmann & Strauss“, Werkbund-Galerie, Berlin
- 1991 „Corbusier Digital - die Ästhetik der Implosion“, Architektur-Forum, Zürich
- 1992 „A Vision of Virtuality“, Schloss Birlinghoven, St Augustin
- 1999 „Fidena, Figurentheater“, Kunstmuseum Bochum
- 2003 „Info-Jukebox - Make your choice“, MediaLab, Madrid, Spanien
- 2004 „Energie-Passagen“, Salvatorplatz, Literaturhaus München
- 2006 „Wissenskünste / eCulture Factory“, Neues Museum Weserburg, Bremen
- 2008 „Wissensarchive“, Edith-Ruß-Haus für Medienkunst, Oldenburg
- 2011 „Performing Data - Monika Fleischmann & Wolfgang Strauss“, Laznia - Centre for Contemporary Art, Danzig, Polen
- 2012 "Inter-Facing the Archive. The Media Art Portal netzspannung.org", ZKM Medialounge, ZKM | Zentrum für Kunst und Medientechnologie, Karlsruhe

## Auszeichnungen
- 1992 Goldene Nica für Interaktive Kunst, Prix Ars Electronica, Österreich: "Home of the Brain"
- 1993 Prix Pixel Ina of Imagina, Monte Carlo: "Home of the Brain" Video (nominated)
- 1993 Unesco Award, Paris: "Rigid Waves" (nominated)
- 1995 Sparky Award of Interactive Media Festival, Los Angeles: "Liquid Views" (nominated)
- 1996 Grand Prix for Artists in NRW/Germany: "Monika Fleischmann" (nominated)
- 2002 Grimme Online - Media Competence / Professional: "netzspannung.org" (nominated)
- 2002 Prix Ars Electronica - Net Vision/Net Excellence: "netzspannung.org" (nominated)
- 2002 Dieter Baacke Preis für Medienpädagogik für Workshop: "I see, what you hear" (PhD MARS)
- 2002 Europrix Quality Seal: "Knowledge, Discovery and Culture for netzspannung.org"
- 2003 Grimme Online - Web Media: "netzspannung.org" (nominated)
- 2005 Grimme Online - Knowledge & Education: "netzspannung.org" (nominated)
- 2005 International Media Award for Art & Science of SWR and ZKM: "Semantic Map"
- 2005 Medida-Prix, Publikumspreis, Deutschland, Österreich, Schweiz: "netzspannung.org"
- 2005 IF Award Communication Design: "Energie-Passagen"
- 2006 New Media Award of Stuttgarter Filmwinter: "Stadtkörper" (MA MARS)
- 2007 Deutschland – Land der Ideen: "eCulture Factory"
- 2007 ITK Innovation Award – Communication: "PointScreen"
- 2007 IF Award Communication Design: "Medienfluss" | "Media Flow" Installation
- 2007 Groundbreaking Products of 21 Century: ausgezeichnet für „wegweisende Produkte der Zukunft“ von Nobelpreisträger Theodor Hänsch: "Semantic Map", "PointScreen", "Interactive Poster"
- 2009 Design Award of Federal Republic of Germany: "Medienfluss Installation" (nominated)
- 2010 Art of Engineering: "Medienfluss Browser" (Finalist)
- 2010 File Prix Lux, Electronic Language Festival, São Paulo: "Medienfluss Browser" (nominated)
- 2010 Deutschland – Land der Ideen, Landmark Winner: "netzspannung.org"
- 2013 Arte Laguna Prize - Venice, Italy: "Liquid Views" (Finalist)
- 2014 Visionary Pioneers of Media Art, Goldene Nica, Prix Ars Electronica, Linz, Österreich: Fleischmann & Strauss (nominated)
- 2017 Women Inventors Award, "Monika Fleischmann" wird als einzige Künstlerin mit dem Frauen Erfinderinnen Preis von Edition-F, Berlin ausgezeichnet
- 2018 SIGGRAPH Lifetime Achievement Award in Digital Art: "Monika Fleischmann", Vancouver advance program,

### Patent
- 2007 US-Patent 7312788 für die PointScreen-Technik: ECCO.[4]

### Ehrung
- 2008 Monika Fleischmann wird von der Hochschule Bremen zur Honorar-Professorin für Medienkunst / Medientheorie berufen.
- 2008 – 2012 Monika Fleischmann - Member of the International Advisory Board: Bringing Great Ideas to Life of the ERC European Research Council Panel "Cultures and cultural production: literature, visual & performing arts, music, cultural and comparative studies".
- 2010 Monika Fleischmann - Member of European Expert Network on Culture - the EENC platform
- 2010 netzspannung.org - the first platform for interactive art and media education (online since 2001) initiated in 1998 with the CAT study by Fleischmann & Strauss is hosted permanently at ZKM - the Center for Art and Media in Karlsruhe
- 2013 Monika Fleischmann - Member of MIMA University Art Board | Munich Institute of Media + Musical Arts
- 2014 Momentum: Women/Art/Technology - the work of Fleischmann & Strauss is added to this platform that introduces a global community of female artists.

## Veröffentlichungen

### Schriften und publizierte Datenbanken (Auswahl)
- „Digitale Kultur Bd. 1“, Machbarkeitsstudie für ein Kompetenzzentrum Kunst, Kultur und Neue Medien. GMD, Sankt Augustin 1998,
- „Digitale Kultur Bd. 2“, Befragung und Stellungnahmen. GMD, Sankt Augustin 1999
- „Aktuelle Themen der Medienkunst“, netzspannung.org Print/Online Journal 01. New Media Art Journals GMD, Sankt Augustin 2001
- „Digitale Transformationen: Medienkunst als Schnittstelle von Kunst, Wissenschaft, Wirtschaft und Gesellschaft“, 2004[5]
- „Tastbar, Hörbar, Sichtbar, das Digitale in den Raum bringen.“ Digital Sparks Award 06, Fraunhofer IAIS, Sankt Augustin 2006
- „Digitale Geschichten, Interaktive Räume und Intelligente Objekte.“ Digital Sparks Award 08, Fraunhofer IAIS, Sankt Augustin 2008
- „Netzspannung.org“, Media Art Archive & eTeaching Platform, 2001–2010

### Herausgeberschaften (Auswahl)
- „CAST01//Living in Mixed Realities.“ Artistic, Cultural and Scientific Aspects of Experimental Media Spaces. Conference Proceedings. Fraunhofer IMK 2001[6]
- „Digitale Transformationen.“" Medienkunst als Schnittstelle von Kunst, Wissenschaft, Wirtschaft und Gesellschaft. Buch & CD-ROM mit 54 Beiträgen zur Medienkunst. Whois, Heidelberg 2004

## Kunstkataloge (Auswahl)
- „Performing Data - Monika Fleischmann + Wolfgang Strauss“. Laznia, Danzig 2011. Mit Beiträgen von Ryszard Kluszczyński, Derrick de Kerckhove, Luca Farulli, Monika Fleischmann & Wolfgang Strauss. pl / en
- „Liquid Views“, in: Hans Peter Schwarz (Hrsg.): Medien Kunst Geschichte. / Media Art History. Prestel München New York 1997, de / en
- „Liquid Views“, in: Ingrid Schaffner, Matthias Winzen (Hrsg.): Deep Storage. Arsenale der Erinnerung. Sammeln, Speichern, Archivieren in der Kunst. Prestel München 1997, de / en